# ماريانو فورتوني
ماريا جوسيب برنات فورتوني (بالإسبانية: Mariano Fortuny)‏ ذ مارسال (1838-1874) هو رسام كاتالوني، يعرف بالإسم الإيطالي ماريانو فورتوني . لوحاته عرفت نجاحا كبيرا . 
- صنف ( ماريانو فورتوني) ضمن الرسامين المستشرقين عبر لوحاته التي أدلى بها بعد رحلته من المغرب .

## مقتطفات من مسيرته
- ولد ماريا فورتوني في كاتالونيا يوم 11 يونيو من سنة 1838 في أسرة متواضعة .
- تلقى تعليمه في المدرسة الابتدائية لمدينته وهي التي تعلم منها أساسيات الرسم .
- بعد المرحلة الابتدائية التحق بالأكادمية في مدينة برشلونة .
- عندما إندلعت الحرب بين إسبانيا و المغرب سنة 1859 (الحرب الإفريقية) أرسل من قبل الحكومة الإسبانية إلى شمال أفريقيا لرسم الأحداث الهامة للصراع .

## من بين أعماله الإستشراقية

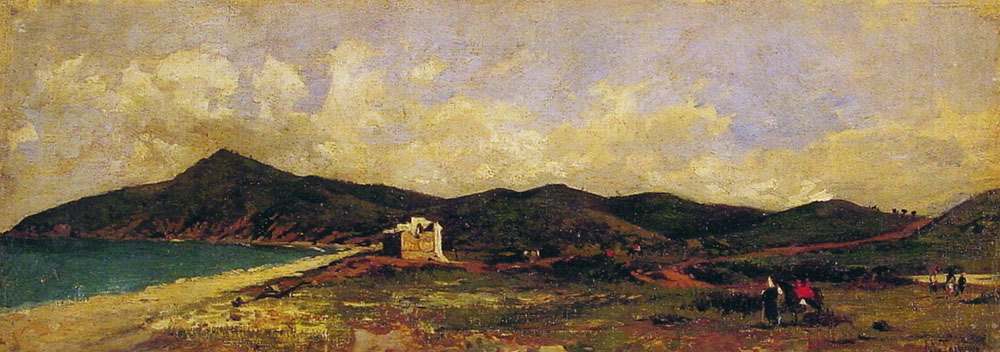
يوم صيفي ، في المغرب .
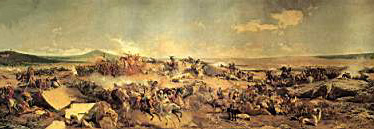
معركة تطوان .
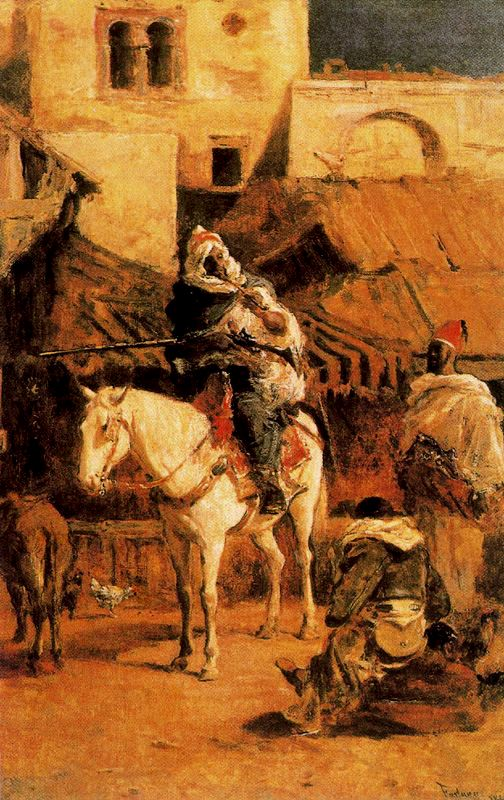
فارس عربي في طنجة .

## روابط خارجية
- ماريانو فورتوني على موقع الموسوعة البريطانية (الإنجليزية)